# Primaire présidentielle socialiste
Les primaires présidentielles socialistes sont les élections primaires organisées par le parti politique français Parti socialiste (ainsi que d'autres partis alliés, comme le Parti radical de gauche) afin de désigner leur candidat commun à l'élection présidentielle.
Depuis 1995, cinq primaires socialistes ont été organisées :
- la primaire présidentielle socialiste de 1995 (fermée) ;
- la primaire présidentielle socialiste de 2006 (fermée) ;
- la primaire citoyenne de 2011 (ouverte) ;
- la primaire citoyenne de 2017 (ouverte) ;
- la primaire présidentielle socialiste de 2021 (fermée).